# کینتون (حوزه سرشماری)، نیوجرسی
کینتون (به انگلیسی: Quinton) یک منطقهٔ مسکونی در ایالات متحده آمریکا است که در کوینتون، نیوجرسی واقع شده‌است. کینتون ۲٫۳۵۴ کیلومتر مربع مساحت و ۵۸۸ نفر جمعیت دارد و ۷ متر بالاتر از سطح دریا واقع شده‌است.